# إيفو فاربانوف
إيفو فاربانوف هو لاعب كرة قدم بلغاري، ولد في 1 مارس 1987 في صوفيا في بلغاريا. لعب مع نادي نيو راديانت.

## وصلات خارجية
- إيفو فاربانوف على موقع قاعدة بيانات كرة القدم.إي يو (الإنجليزية)